# Erysimum graecum
Erysimum graecum là một loài thực vật có hoa trong họ Cải. Loài này được Boiss. & Heldr. mô tả khoa học đầu tiên năm 1854.